# Episodi di American Horror Story (ottava stagione)
L'ottava stagione della serie televisiva American Horror Story, intitolata American Horror Story: Apocalypse e composta da dieci episodi, è stata trasmessa in prima visione negli Stati Uniti d'America sul canale via cavo FX dal 12 settembre al 14 novembre 2018.
In Italia, la stagione è andata in onda in prima visione sul canale satellitare Fox dal 7 novembre 2018 al 9 gennaio 2019.
La stagione rappresenta un cross-over tra la prima stagione (Murder House) e la terza stagione (Coven); di conseguenza, molti attori e personaggi noti delle due stagioni faranno la loro comparsa.
Gli attori che ritornano in questa stagione dalle precedenti sono: Sarah Paulson, Evan Peters, Adina Porter, Billie Lourd, Leslie Grossman, Emma Roberts, Cheyenne Jackson, Kathy Bates, Billy Eichner, Erika Ervin, Frances Conroy, Taissa Farmiga, Gabourey Sidibe, Lily Rabe, Stevie Nicks, Dylan McDermott, Connie Britton, Jessica Lange, Naomi Grossman, Mena Suvari, Lance Reddick, Jamie Brewer e Angela Bassett, mentre tra i nuovi volti troviamo Cody Fern.

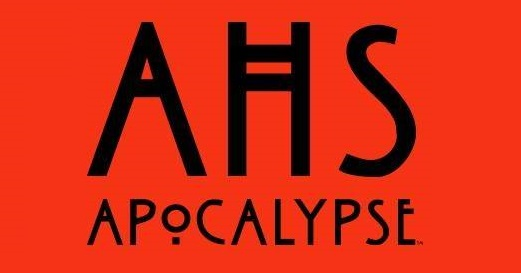
Logo dell'ottava stagione Apocalypse

| nº | Titolo originale       | Titolo italiano            | Prima TV USA      | Prima TV Italia  |
| -- | ---------------------- | -------------------------- | ----------------- | ---------------- |
| 1  | The End                | La fine                    | 12 settembre 2018 | 7 novembre 2018  |
| 2  | The Morning After      | Il mattino dopo            | 19 settembre 2018 | 14 novembre 2018 |
| 3  | Forbidden Fruit        | Frutto proibito            | 26 settembre 2018 | 21 novembre 2018 |
| 4  | Could It Be... Satan?  | Potrebbe essere... Satana? | 3 ottobre 2018    | 28 novembre 2018 |
| 5  | Boy Wonder             | Ragazzo prodigio           | 10 ottobre 2018   | 5 dicembre 2018  |
| 6  | Return to Murder House | Ritorno a casa Harmon      | 17 ottobre 2018   | 12 dicembre 2018 |
| 7  | Traitor                | Tradimento                 | 24 ottobre 2018   | 19 dicembre 2018 |
| 8  | Sojourn                | Soggiorno                  | 31 ottobre 2018   | 26 dicembre 2018 |
| 9  | Fire and Reign         | Infiamma e comanda         | 7 novembre 2018   | 2 gennaio 2019   |
| 10 | Apocalypse Then        | L'apocalisse               | 14 novembre 2018  | 9 gennaio 2019   |

## La fine
- Titolo originale: The End
- Diretto da: Bradley Buecker
- Scritto da: Ryan Murphy e Brad Falchuk

### Trama
Nel vicino futuro un missile nucleare distrugge il pianeta Terra, iniziando così una fase di inverno nucleare. Grazie al proprio aereo di famiglia, la miliardaria Coco St. Pierre Vanderbilt riesce a scappare dall'imminente distruzione di Los Angeles insieme alla propria assistente Mallory, al proprio parrucchiere Mr. Gallant e alla nonna di quest'ultimo, Evie Gallant. Contemporaneamente un'organizzazione nota come "La Cooperativa", seleziona giovani adulti così che sopravvivano all'imminente apocalisse, questo basato sul loro corredo cromosomico. Due di questi, una giovane ragazza di nome Emily e un giovane di nome Timothy Campbell, sono mandati all'Avamposto Tre, una sorta di rifugio sotterraneo gestito da Miss Wilhemina Venable. In questo luogo si trovano anche altri sopravvissuti, tra cui Coco, Gallant e sua nonna, Mallory, e una presentatrice di nome Dinah Stevens insieme a suo figlio Andre. La vita nell'avamposto è basata su regole ferree e, se occorrono, punizioni corporali, inflitte dalla Venable insieme alla sua assistente Miriam Mead e a un'altra donna, detta "Il Pugno". Passano diciotto mesi dalla catastrofe, dove la situazione e la carenza di cibo sono a una condizione critica nell'Avamposto. Nel frattempo un uomo che fa parte della Cooperativa, Michael Langdon, arriva e annuncia chi meriti di essere veramente salvato.
- Guest star: Billy Eichner (Brock), Kyle Allen (Timothy Campbell), Ash Santos (Emily), Erika Ervin (Il Pugno), Jeffrey Bowyer-Chapman (Andre Stevens), Dina Meyer (Nora Campbell), Travis Schuldt (Sig. Campbell), John Getz (Sig. St. Pierre Vanderbilt), Troy Winbush (conduttore del telegiornale), Chad James Buchanan (Stu), Sean Blakemore (Agente della Cooperativa), Lesley Fera (Agente della Cooperativa) e Joan Collins (Evie Gallant).
- Ascolti USA: telespettatori 3 081 000 – rating 18-49 anni 1,5%[3]

## Il mattino dopo
- Titolo originale: The Morning After
- Diretto da: Jennifer Lynch
- Scritto da: James Wong

### Trama
Langdon si presenta agli ospiti dell'Avamposto e spiega la sua missione nel luogo. In seguito, ha un colloquio con Gallant riguardo all'orientamento sessuale di quest'ultimo e riguardo all'odio nei confronti di sua nonna Evie. Poco dopo, un uomo con addosso una tuta di lattice nera, il Rubber Man, seduce Gallant nella sua camera da letto ed Evie li vede fare sesso, riportando l'accaduto a Miss Mead. Intanto, Emily e Timothy scoprono un laptop nella camera di Langdon e leggono delle e-mail dell'uomo con altri membri della Cooperativa riguardo alle sadiche regole della Venable nell'avamposto, che vanno contro i dettami della Cooperativa stessa. Infatti queste regole sono state imposte esclusivamente dalla donna. Gallant si rifiuta di dire chi sia l'uomo dietro la tuta di lattice, pensando sia Langdon, ma, quest'ultimo, afferma che non era lui e che non farebbe mai sesso con Gallant a causa della sua pateticità. Dopo aver letto le varie e-mail, allora, Emily e Timothy hanno un primo rapporto sessuale. Dopo il confronto di Gallant e Michael, appare alla porta del parrucchiere il Rubber Man un'altra volta e Gallant lo colpisce con delle forbici varie volte nel ventre. Poco dopo appare davanti a lui Langdon e, al posto dell'uomo con la tuta di lattice, Gallant trova il corpo morente della nonna Evie. Emily e Timothy vengono scoperti dalla Mead e dal Pugno e condannati a morte per questa violazione. Timothy però riesce a liberarsi e spara alla Mead nello stomaco, ma, dal corpo di quest'ultima non esce sangue, ma un liquido bianco insieme a dei fili elettrici, rivelando la natura robotica della donna.
- Guest star: Kyle Allen (Timothy Campbell), Ash Santos (Emily), Erika Ervin (Il Pugno), Jeffrey Bowyer-Chapman (Andre Stevens) e Joan Collins (Evie Gallant).
- Ascolti USA: telespettatori 2 210 000 – rating 18-49 anni 1,1%[4]

## Frutto proibito
- Titolo originale: Forbidden Fruit
- Diretto da: Loni Peristere
- Scritto da: Manny Coto

### Trama
Michael Langdon rivela, durante un colloquio con Mallory, la sua natura demoniaca, mentre la ragazza, attraverso dei poteri sovrannaturali, sta per dare fuoco all'intera stanza. La Venable confida alla Mead che Langdon non la ha scelta come un possibile candidato per il Santuario e la Mead ha l'idea di ammazzare tutti al di fuori di lei stessa e Wilhemina. Nel frattempo Brock, il fidanzato di Coco ai tempi del missile balistico, sopravvissuto all'accaduto, si trova vagante in un mondo ormai distrutto ed uccide una tribù di cannibali. In seguito si avvinghia ad una diligenza. La carrozza si dirige precisamente all'Avamposto Tre con una cassa di mele perfettamente mature, non contaminate. Arrivate nel luogo la Venable e la Mead ideano di avvelenarle con il veleno dei serpenti che a volte appaiono nell'avamposto e di darle così agli abitanti, per ucciderli. Per questo la Venable organizza un ballo mascherato. Brock, infiltratosi nell'edificio, partecipa anch'esso al ballo in maschera. Coco, pensando che sotto a quel costume ci sia Michael Langdon, lo seduce portandolo in camera, dove si rivela essere il suo fidanzato, e, quest'ultimo uccide Coco con una pugnalata in testa. La Venable impone che tutti debbano mangiare le mele, come simbolo di ringraziamento, nello stesso momento. Così fanno tutti, morendo intossicati dal veleno. In seguito la Venable e la Mead vanno al cospetto di Langdon, affermando di fare loro stesse la selezione. Sotto gli ordini di Langdon, la Mead spara un colpo di pistola alla Venable al cuore, uccidendola. In seguito Langdon dice alla Mead che quest'ultima è un robot che è stata ideata per assomigliare a una donna cara a Michael e che ha avuto un ruolo importante nella sua infanzia, rassicurando così la donna. Contemporaneamente Cordelia Goode, Myrtle Snow e Madison Montgomery sopraggiungono all'Avamposto Tre; Cordelia, attraverso i suoi poteri da Suprema, resuscita le loro "consorelle": Mallory, Coco e Dinah.
- Special guest star: Frances Conroy (Myrtle Snow).
- Guest star: Billy Eichner (Brock), Kyle Allen (Timothy Campbell), Ash Santos (Emily), Erika Ervin (Il Pugno), Jeffrey Bowyer-Chapman (Andre Stevens), James MacDonald (Cannibale mutante).
- Ascolti USA: telespettatori 1 945 000 – rating 18-49 anni 0,9%[5]

## Potrebbe essere... Satana?
- Titolo originale: Could It Be... Satan?
- Diretto da: Shree Folkson
- Scritto da: Tim Minear

### Trama
Cordelia Goode, Myrtle Snow e Madison Montgomery sono giunte all'Avamposto Tre, e, dopo aver resuscitato Coco, Dinah e Mallory, hanno un confronto con Michael Langdon e Miriam Mead. Tre anni prima del missile balistico, l'Accademia Hawthorne, una scuola al maschile per apprendisti stregoni, che si trovava nello stesso edificio dell'Avamposto Tre, nota i poteri sovrannaturali di un giovane carcerato, Michael Langdon, accusato di aver ucciso un uomo, che in realtà uccide con la forza del pensiero, dopo che questo aveva offeso Miriam Mead, la donna che si era presa cura di Michael fin da quando è piccolo. Nell'Accademia vengono fatte delle prove per testare i suoi poteri e mostra delle eccezionali abilità, mai viste prima d'ora in uno stregone. Di conseguenza, la Miss Robichaux Academy, gestita dalla Suprema in carica, Cordelia Goode, insieme a Zoe Benson e Myrtle Snow, viene allarmata dalla scuola al maschile per una riunione importante; i Cancellieri e dirigenti dell'Accademia, e, in particolare, Ariel Augustus, pensano che Michael sia il famoso "maschio alfa", colui che sostituisce la Suprema in carica nel suo ruolo, una sorta di "Supremo". Cordelia ovviamente non pensa che ciò sia vero, rifiutandosi di praticare sul ragazzo le Sette Meraviglie, dopo che, anni prima, una sua allieva, Misty Day, era morta durante queste, non essendo ancora preparata. Contemporaneamente, per dimostrare le sue grandi abilità, e per dimostrare che i suoi poteri superano quelli di Cordelia Goode, Michael giunge a Los Angeles, all'Hotel Cortez (vedi American Horror Story: Hotel), per salvare Queenie, una delle streghe della congrega, la cui anima è rimasta intrappolata in eterno nell'hotel, dopo essere stata uccisa precedentemente da Ramona Royale; Cordelia, anni prima, non era riuscita a liberarla. Dopo aver liberato Queenie, giunge nell'inferno personale di Madison Montgomery, un'altra strega uccisa anni prima da Kyle Spencer e riesce a riportare in vita anche lei. Cordelia, Zoe e Myrtle, quando escono dall'Accademia Hawthorne, vedono davanti a loro Michael, Madison e Queenie, provocando lo svenimento di Cordelia.
- Special guest star: Frances Conroy (Myrtle Snow).
- Guest star: Taissa Farmiga (Zoe Benson), Gabourey Sidibe (Queenie), Jon Jon Briones (Ariel Augustus), Billy Porter (Behold Chablis), BD Wong (Baldwin Pennypacker), Brendan McCarthy (Detective Monroe).
- Ascolti USA: telespettatori 2 022 000 – rating 18-49 anni 1,0%[6]

## Ragazzo prodigio
- Titolo originale: Boy Wonder
- Diretto da: Gwyneth Horder-Payton
- Scritto da: John J. Gray

### Trama
Cordelia, dopo aver visto Michael, Queenie e Madison insieme, ha un'inquietante visione dell'Accademia Robichaux distrutta dove lei stessa viene aggredita e uccisa da dei mutanti mentre un "Demonio bianco" ride nel vedere la Suprema morire. Dopo questo evento e dopo essersi risvegliata decide di far praticare a Michael Langdon le Sette Meraviglie ed ha una discussione con Myrtle poiché quest'ultima non è d'accordo con la sua decisione. Nel frattempo le abilità magiche di Mallory, una delle ragazze della congrega, aumentano e Cordelia percepisce di stare per morire e di sentirsi sempre più debole; nella stessa giornata sopraggiunge all'accademia una ricca ragazza, Coco, poiché ha iniziato a percepire alcuni poteri sovrannaturali. John Henry Moore, uno degli stregoni, percepisce la natura demoniaca di Michael e, dopo aver lasciato l'Accademia Hawthrone, mentre sta facendo benzina, viene ucciso e il suo corpo dato alle fiamma da Miriam Mead. Quest'ultima pedina i movimenti di John Henry attraverso una persona a lei cara, Ariel Augustus. Le Sette Meraviglie vengono praticate, ma, come settima prova, Cordelia chiede a Michael non di giungere nel proprio inferno personale, ma di recuperare negli inferi Misty Day, rimasta intrappolata nel proprio inferno personale anni prima. Michael riesce a riportarla in vita. Cordelia in seguito rivela a Misty e Myrtle che non crede che Michael sia il prossimo Supremo, ma sta solo pianificando una guerra contro di lui, utilizzandolo come mezzo per riportare in vita le sue studentesse (Queenie, Madison e Misty). Poco dopo, per rendere omaggio a Misty, Cordelia chiama all'Accademia Stevie Nicks, la Strega Bianca. Nel frattempo, Cordelia e Madison decidono di fare ricerche sul passato di Michael e indagare sulle sue origini: Cordelia decide di mandare Madison, insieme a un altro stregone anch'esso scettico su Michael, Behold, in una determinata casa a Los Angeles. L'episodio termina con l'inquadratura della Murder House.
- Special guest star: Frances Conroy (Myrtle Snow), Lily Rabe (Misty Day), Stevie Nicks (se stessa).
- Guest star: Taissa Farmiga (Zoe Benson), Gabourey Sidibe (Queenie), Jon Jon Briones (Ariel Augustus), Billy Porter (Behold Chablis), BD Wong (Baldwin Pennypacker), John Getz (Sig. St. Pierre Vanderbilt), Wayne Pére (Sig. Kingery).
- Ascolti USA: telespettatori 2 116 000 – rating 18-49 anni 1,0%[7]

## Ritorno a casa Harmon
- Titolo originale: Return to Murder House
- Diretto da: Sarah Paulson
- Scritto da: Crystal Liu

### Trama
Dopo averla acquistata a basso prezzo, Madison Montgomery e Behold Chablis giungono alla Murder House per indagare sul passato di Michael Langdon. In seguito a un incantesimo, che impone agli spiriti della casa di farsi vedere, riescono ad incontrare alcuni "abitanti" della casa. Primi fra tutti Tate Langdon e Ben Harmon che sono sgomenti nel momento in cui Madison e Behold chiedono informazioni su Michael. Poco dopo sopraggiunge verso di loro Billie Dean Howard, una medium che afferma di essere l'unico vivo che i fantasmi della casa accettano venga a fargli visita; sentendo parlare i tre allora va verso di loro il fantasma di Constance Langdon, madre di Tate e nonna di Michael, che ha poco dopo una classica diatriba con Moira O'Hara, governante della casa uccisa molti anni prima da Constance. In cambio di informazioni sul nipote, Constance chiede alle due streghe di far sparire dalla casa il fantasma di Moira; quest'ultima, entusiasta della proposta, chiede che le sue ossa, che finora si trovavano nel giardino della casa, siano sepolte accanto a sua madre, in modo che le due siano riunite per sempre. Fatto ciò, Constance, che allevò il bambino dopo che nacque nella casa, racconta a Madison e Behold l'infanzia di Michael che fin dai primi anni iniziò ad uccidere prima animali, poi essere umani; percepito il suo completo fallimento Constance va nella Murder House e si tolse la vita, così che fosse per sempre riunita con tre dei suoi quattro figli. In seguito a questo racconto, incuriositi dalla natura oscura di Michael, chiedono informazioni a Ben Harmon; quest'ultimo racconta che, dopo la morte di Constance, Michael va a vivere nella casa, sperando di vedere prima o poi il fantasma della nonna, e Ben prova a fargli da padre. Poco dopo però si rende conto della natura sovrannaturale e malvagia del ragazzo e, anche lui, smette di mostrarsi al ragazzo. Dopo l'incontro con Ben, Madison e Behold hanno modo di parlare con il fantasma di sua moglie, Vivien Harmon, la madre naturale di Michael, rivelandogli che la natura oscura del ragazzo aumentò ancora di più quando, in seguito all'incontro con tre rappresentanti della chiesa di Satana, fra cui Miriam Mead, Michael prese coscienza della sua natura satanica. Vivien allora tentò di ucciderlo, fallendo. Da quel momento in poi Michael non è mai più giunto alla casa. Presa coscienza della natura del ragazzo, Madison e Behold decidono di andare via immediatamente dalla casa per rivelare tutte le informazioni che hanno avuto a Cordelia Goode e alla congrega, ma prima di andare Madison vuole riunire i fantasmi di Violet, figlia di Ben e Vivien, e Tate, in modo che possano essere felici insieme per l'eternità.
- Special guest star: Dylan McDermott (Dott. Ben Harmon), Connie Britton (Vivien Harmon), Frances Conroy (Moira O'Hara) e Jessica Lange (Constance Langdon).
- Guest star: Taissa Farmiga (Violet Harmon), Billy Porter (Behold Chablis), Naomi Grossman (Samantha Crowe), Mena Suvari (Elizabeth Short), Carlo Rota (Anton LaVey), John Duerler (Agente immobiliare).
- Ascolta USA: telespettatori 2 008 000 – rating 18-49 anni 0,9%[8]

## Tradimento
- Titolo originale: Traitor
- Diretto da: Jennifer Lynch
- Scritto da: Adam Penn

### Trama
Grazie all'aiuto della Regina del Voodoo, Dinah Stevens, successore di Marie Laveau, Cordelia Goode riesce ad avere un incontro con Papa Legba, divinità demoniaca della religione del voodoo, chiedendogli un consiglio su come fermare Michael Langdon, avendo conosciuto la propria natura satanica. Insieme a Legba si trova l'anima di Nan, una delle streghe della congrega morta misteriosamente anni prima, e Cordelia scopre che in realtà ad ucciderla è stata sua madre Fiona, vendendo la sua anima alla divinità. Papa Legba afferma che in cambio dell'immediata morte di Langdon, Cordelia deve offrirgli l'anima di tutte le sue allieve. Cordelia si rifiuta e Papa Legba se ne va insieme a Nan. Contemporaneamente, per sapere di più sui pensieri maligni dei due stregoni Ariel e Baldwin, Madison chiede aiuto a una strega amica di Myrtle Snow, l'anziana attrice Bubbles McGee, che ha il potere di potere leggere la mente degli altri. Durante una cena insieme a Myrtle, Ariel e Baldwin, Bubbles scopre che gli uomini stanno organizzando di uccidere tutte le streghe della congrega e scopre che i due sono coinvolti nella scomparsa dello stregone John Henry Moore. Nelle stesse ore, sia Cordelia che Zoe, Queenie e Coco scoprono e si rendono conto dei grandi poteri di Mallory, che sono al di fuori di una strega standard. Cordelia allora decide di far compiere a Mallory le Sette Meraviglie, e, dopo averle, chiede alla ragazza di far risorgere John Henry. Tutti pensano che Mallory sia la prossima Suprema. Nel frattempo Coco riesce a trovare la Mead, assassina di John Henry. Dopo aver risorto lo stregone, Cordelia scopre che Ariel e Baldwin, attraverso Miriam Mead, hanno pianificato e compiuto l'uccisione di John Henry. Di conseguenza, Cordelia, insieme alle streghe, John Henry e Behold, condannano i due stregoni per tradimento e omicidio, bruciandoli al rogo insieme a Miriam.
- Special guest star: Frances Conroy (Myrtle Snow).
- Guest star: Lance Reddick (Papa Legba), Taissa Farmiga (Zoe Benson), Gabourey Sidibe (Queenie), Jamie Brewer (Nan), Jon Jon Briones (Ariel Augustus), Billy Porter (Behold Chablis), BD Wong (Baldwin Pennypacker), Lauren Stamile (Moglie), Tom Fitzpatrick (Attore) e Joan Collins (Bubbles McGee).
- Ascolti USA: telespettatori 1 848 000 – rating 18-49 anni 0,9%[9]

## Soggiorno
- Titolo originale: Sojourn
- Diretto da: Bradley Buecker
- Scritto da: Josh Green

### Trama
Michael scopre, nel luogo dove sono stati arsi al rogo, i corpi carbonizzati di Ariel, Baldwin e Miriam Mead, disperandosi. Immediatamente, sopraggiunge verso lui Cordelia, che gli propone un'alleanza con lei e le altre streghe, volendolo riportare sulla retta via. Michael rifiuta e promette di uccidere lei e le altre sue sorelle della congrega. Michael si dispera principalmente per la morte della Mead, che non può riportare in vita a causa di un incantesimo delle streghe sull'anima della donna. Michael, preso dallo sconforto, si rifugia per giorni in un bosco invocando continuamente l'aiuto di Satana, e, nel frattempo ha delle visioni allucinogene di angeli che cercano di portarlo verso la strada di Dio. Langdon, molto confuso, si reca in una cittadina vicina al bosco ed entra in una Chiesa di Satana, dove incontra una misteriosa seguace di Satana, Madelyn, che, notando la particolarità del ragazzo lo invita a casa propria offrendogli del cibo. A casa propria Madelyn spiega al ragazzo che dopo aver venduto la propria anima al Male è riuscita ad avere tutto ciò che voleva. Poco dopo, grazie a un'effigie unica che Michael ha dietro l'orecchio, infieritagli da Satana stesso, Madelyn scopre che ha davanti l'Anticristo e lo porta immediatamente nella Chiesa. Nel luogo tutti sono estasiati dalla scoperta e cominciano a venerare il ragazzo come fosse una vera e propria divinità, offrendogli doni e cibo a volontà. In seguito Michael rivela a Madelyn che non sarà in grado di portare avanti il proprio compito di portare l'umanità verso l'apocalisse senza l'aiuto della sua amata tutrice Miriam Mead; allora, Madelyn accompagna il ragazzo in un luogo dove ha sede una società segreta dove stanno sviluppando una serie di robot con capacità umane, dove ha modo di incontrare due grotteschi ingegneri del luogo, Jeff e Mutt, che, come gli altri satanisti della Chiesa, hanno venduto precedentemente la propria anima a Satana. La società è gestita dalla signorina Wilhemina Venable, temuta da tutti coloro che lavorano nella società. Viene quindi rivelato che la Venable gestiva la Cooperativa prima dello sgancio delle bombe qualche anno dopo. Jeff e Mutt riescono a portare a compimento la richiesta di Michael, ovvero la creazione di un robot con sembianze e mentalità di Miriam Mead. Lo stesso robot che gestirà, insieme alla Venable, l'Avamposto Tre.
- Guest star: Billy Eichner (Mutt Nutter), Sandra Bernhard (Hannah), Harriet Sansom Harris (Madelyn), Carlo Rota (Anton LaVey), Dominic Burgess (Phil).
- Ascolti USA: telespettatori 1 625 000 – rating 18-49 anni 0,7%[10]

## Infiamma e comanda
- Titolo originale: Fire and Reign
- Diretto da: Jennifer Arnold
- Scritto da: Asha Michelle Wilson

### Trama
Gli scienziati Jeff e Mutt si trovano nel loro ufficio, quando sopraggiunge la Venable, ricordandogli di dover chiamare gli esponenti della Cooperativa; presa dalla curiosità, la donna chiede ai due chi siano i cooperativi. I due vagheggiano sul rispondere, ciò che crea l'ira della donna che dice di volersi licenziare dal suo ruolo di manager dei due ricercatori. Nel frattempo, alla Miss Robichaux's Academy, Mallory si sta esercitando sulle sue abilità magiche, quando viene sopraggiunta da Cordelia e Myrtle, che la rassicurano, dicendole che l'Accademia è stata fortificata con un incantesimo, impedendo a Michael di entrare. Nel salone principale, Zoe, Queenie e Bubbles stanno istruendo le altre ragazze della congrega su come difendersi dal loro nemico. Poco dopo, Dinah sopraggiunge alla scuola e fa un incantesimo voodoo che a sua volte rende l'Accademia accessibile da tutti. Michael e il robot Miriam Mead entrano dentro uccidendo a colpi di mitra tutte le streghe che si trovano nel salone. Cordelia, Mallory e Myrtle, insieme a Coco e Madison, riescono a scappare, rifugiandosi nella baracca nelle paludi della Louisiana di Misty, che si trova in viaggio con Stevie Nicks. Cordelia, attraverso i propri poteri, cerca di riportare in vita Zoe e Queenie, ma scopre, grazie a Madison, che Michael ha il potere di far cessare di esistere per sempre anche le anime delle persone, ed è ciò che fa con le due. Nel frattempo, a Myrtle viene in mente un incantesimo che può far cambiare alcuni eventi passati; attraverso Mallory, a causa delle sue grandi abilità, lo esperimenta riportandola nella Russia del 1918, prima che la famiglia dello zar Nicola II venga sterminata dai rivoluzionari di Lenin, poiché Anastasia Romanov viene indicata come una strega. Mallory ritorna alla realtà, riuscendo a tornare indietro nel tempo ma non riuscendo a salvare Anastasia e i Romanov dallo sterminio. Cordelia e Myrtle decidono, per chiedere consiglio, di recarsi alla Hawthorne Academy, trovando un lago di sangue e tutti gli stregoni uccisi, evidentemente da Michael, fra cui Behold e John Henry. Durante questi eventi, nella società segreta, Jeff e Mutt, pianificando la distruzione del Pianeta Terra, affidano a Langdon, l'Anticristo, la gestione della Cooperativa che porterà alla fine dei tempi, che idea, insieme alla Mead, tutte le condizioni postapocalittiche, fra cui gli avamposti e chi debba accedere a questi. Per calmare l'animo della Venable, Jeff e Mutt le affidano il compito di gestire uno dei futuri avamposti, per l'appunto l'Avamposto Tre.
- Special guest star: Frances Conroy (Myrtle Snow).
- Guest star: Taissa Farmiga (Zoe Benson), Gabourey Sidibe (Queenie), Billy Eichner (Mutt Nutter), Billy Porter (Behold Chablis), Mark Ivanir (Nicola II di Russia), Emilia Ares (Anastasija Nikolaevna Romanova), Yevgeniy Kartashov (Jakov Michajlovič Jurovskij) e Joan Collins (Bubbles McGee).
- Ascolti USA: telespettatori 1 648 000 – rating 18-49 anni 0,8%[11]

## L'apocalisse
- Titolo originale: Apocalypse Then
- Diretto da: Bradley Buecker
- Scritto da: Ryan Murphy e Brad Falchuk

### Trama
Per avere maggiori informazioni sul piano di distruzione del pianeta Terra e sull'organizzazione degli avamposti, Myrtle si reca alla società di Jeff e Mutt, riuscendo ad entrare dopo avere fatto un incantesimo sulla Venable, assicurando un posto nell'Avamposto Tre, essendo quello "favorito" da Langdon, per Coco e Mallory. Poco dopo, le streghe si trovano nella baracca di Misty, dove Cordelia spiega alle altre il proprio piano: porre Coco e Mallory sotto un incantesimo di identità per proteggerle, facendo dimenticare loro di essere streghe. Infatti, Mallory dovrà diventare l'assistente personale di Coco, la quale assumerà una personalità basata su quella di Madison Montgomery. Sotto questo incantesimo, Madison, fingendosi una tassista, accompagna le due a Santa Monica, dove dovranno abitare; le due si recano da un rinomato parrucchiere, Gallant, dove Coco conosce quello che sarà il suo fidanzato, Brock. Nel frattempo Madison scopre che Dinah ha aiutato Langdon e la Mead a compiere la strage nell'accademia, riferendolo a Cordelia, che scopre, attraverso Myrtle, che anche lei sarà nell'Avamposto Tre. Tutto procede con questa modalità, i missili nucleari distruggono il pianeta e Coco, Mallory e Dinah sono residenti dell'Avamposto Tre; Cordelia, Myrtle e Madison riescono a sopravvivere rifugiandosi sottoterra. Tutto si ricollega all'episodio tre, quando vediamo Cordelia, Madison e Myrtle riportare in vita Coco, Mallory e Dinah. Le streghe, allora, hanno un confronto con Langdon; insieme a loro si trova anche Marie Laveau, la precedente Regina del Voodoo, ritornata in vita dopo che Cordelia, discesa negli inferi, ha stretto un patto con Papa Legba, offrendogli, al posto dell'anima di Marie, la quale è inadatta a torturare Delphine LaLaurie, l'anima corrotta di Dinah Stevens. Quest'ultima, poco dopo, viene uccisa da Marie. Madison poi spara a Michael, uccidendolo; le altre streghe allora si affrettano a far compiere a Mallory l'incantesimo per tornare indietro nel tempo, ma la ragazza viene ferita gravemente da Brock, vagante nell'edificio, il quale viene immediatamente ucciso da Myrtle. Mentre Cordelia tenta di tenere in vita Mallory, Langdon riesce a risuscitarsi e uccide Madison, Marie e Coco. Mallory è in fin di vita, Cordelia decide di sacrificarsi per il bene del pianeta: si suicida in modo da trasportare i poteri da suprema in quella che sarebbe diventata la nuova leader della Congrega, Mallory. La ragazza torna in forze e riesce a viaggiare indietro nel tempo, precisamente nel 2015; Michael si trova in casa dopo aver ucciso un prete e sua nonna, Constance Langdon, dopo aver parlato probabilmente con Mallory, lo caccia di casa. Uscito di casa, Michael viene investito e ucciso da Mallory, evitando così l'imminente apocalisse e il suicidio di Constance. Poco dopo, la ragazza si reca all'accademia, dove però nessuno sa chi sia. Cordelia, Zoe e Queenie così rimangono in vita e Mallory riesce a riportare in vita anche Misty Day e Nan dall'inferno. Purtroppo quest'ultima preferisce restare al fianco di Papa Legba pertanto si congeda dalle amiche. Myrtle, non essendoci stato il pericolo dell'apocalisse, non è stata riportata in vita, mentre Madison, a quanto dice Mallory, sarà salvata dal proprio inferno personale e riportata in vita. Nel 2020, un giovane ragazzo, Timothy Campbell, incontra una ragazza, Emily. I ragazzi sarebbero stati scelti da Langdon come abitanti dell’avamposto per il loro DNA “speciale”. I due si sposano e un anno dopo hanno un figlio, Devan. Tre anni dopo, tornando a casa, percepiscono un'aria infernale e trovano il giovane figlio con accanto il corpo ucciso della sua tata, come fece Michael Langdon circa dieci anni prima. Poco dopo, Anton LaVey, insieme ai suoi due cardinali, Miriam Mead e Samantha Crowe, bussano alla porta: sono venuti a vedere l'Anticristo.
- Special guest star: Frances Conroy (Myrtle Snow), Lily Rabe (Misty Day), Angela Bassett (Marie Laveau) e Jessica Lange (Constance Langdon).
- Guest star: Taissa Farmiga (Zoe Benson), Gabourey Sidibe (Queenie), Jamie Brewer (Nan), Billy Eichner (Mutt Nutter, Brock), Naomi Grossman (Samantha Crowe), Kyle Allen (Timothy Campbell), Ash Santos (Emily), Carlo Rota (Anton LaVey).
- Ascolti USA: telespettatori 1 830 000 – rating 18-49 anni 0,8%[12]